# گان مول
گان مول (زن همراه مرد گانگستر) اصطلاح عامیانه اوایل قرن بیستم برای همراه زن، دوست دختر یا معشوقه همراه یک جنایتکار حرفه‌ای یا رهبر مافیا است. برخی از گان مول‌ها خود جنایتکار بوده و به عنوان همدست در فعالیت‌های جنایی مشارکت داشتند.

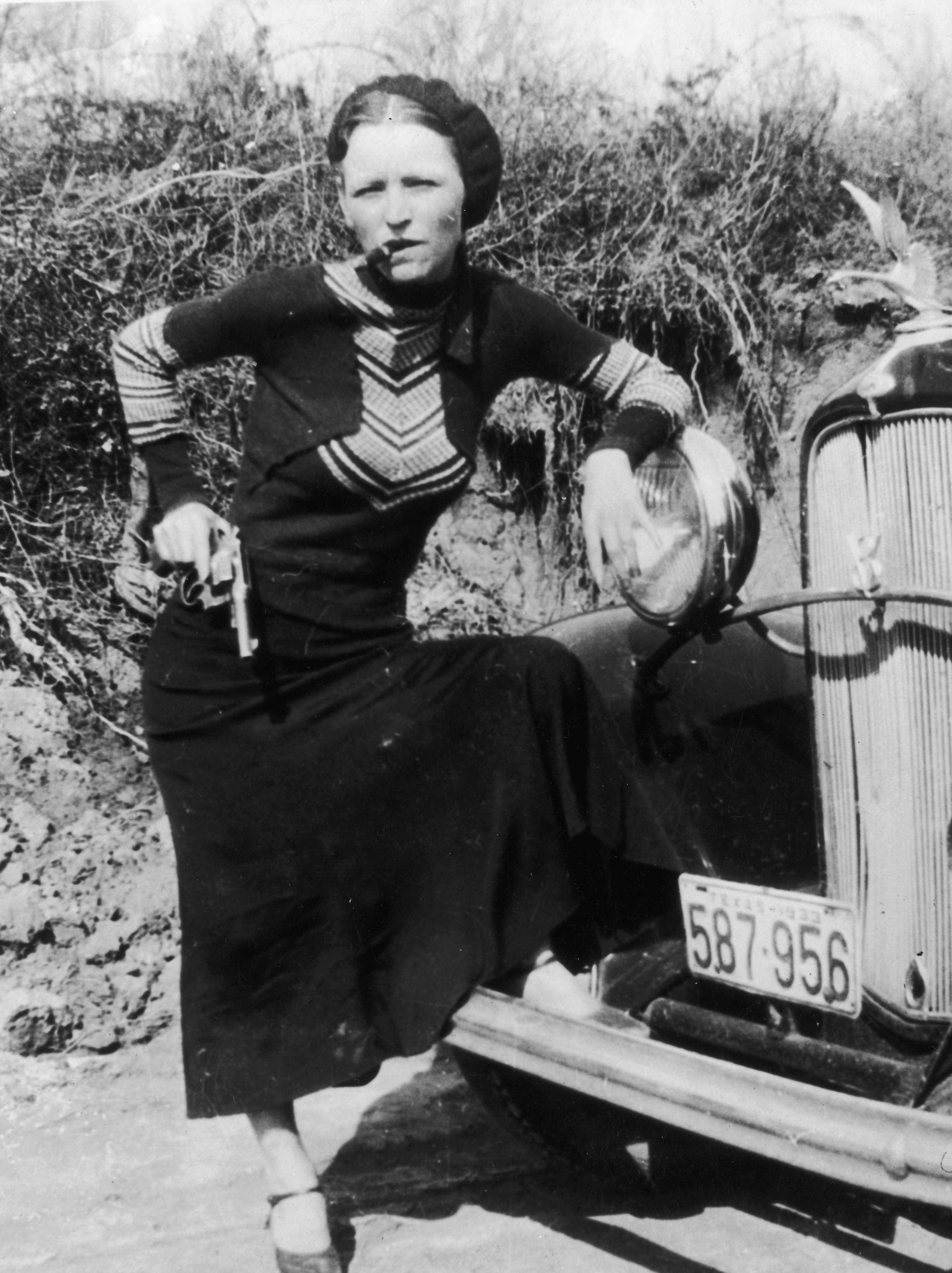
ژست بانی پارکر با سیگار و هفت‌تیر، تصویر او را در مطبوعات به عنوان «گان مول سیگارکش» شکل داد.

## اِصطلاح‌شناسی (ترمینولوژی)
آن‌ها همچنین به عنوان «زن همراه جنایتکار»، «زن جنایتکار» یا «زن همراه مافیا» شناخته شوند.
«گان» اصطلاح عامیانه بریتانیایی برای دزد بود که از کلمه ییدیش (גנבֿ) گرفته شده است.
«مول» همچنین به عنوان اصطلاح تلطیف شده‌ای برای زن فاحشه استفاده می‌شد، یا ممکن است «عنصر دوم از لقب مری، که از اوایل قرن ۱۶ برای زنانی با سابقه ناپسند استفاده می‌شده است» باشد.

## نمونه‌های تاریخی

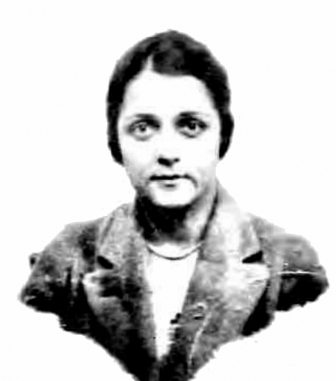
هلن جولیا گودمن – عکس پاسپورت گرفته شده در سال ۱۹۱۹

گان مول‌های برجسته (و مردانی که با آن‌ها همراه بودند) شامل:
- بیوله بیرد – چارلز آرتور فلوید
- ژان دِلِی (کرومپتون) – تامی کارول
- پهولن دیوی – راهزن هندی، گان مول ویکرام مالا، که پس از مرگ او به رئیس گروه تبدیل شد.
- ویکتوریا دی‌جیورجیو گاتی – جان گاتی
- جودیت اگزنر – زنی آمریکایی که ادعا می‌کرد معشوق رئیس‌جمهور ایالات متحده، جان اف. کندی، و رهبران مافیا، سم جیانکانا و جان روزلی است.
- ایولین فریشت – جان دیلینجر
- بودا گودمن (با نام اصلی هلن جولیا گودمن؛ ۱۸۸۸–۱۹۴۵)[۴] – جان هومر تی. (دپر جکی) فرنچ، عضو باند لو بلانگر دنور. عکسی از بودا که اسلحه در دست دارد، در کتاب «مبارزه زیرزمینی» اثر فیلیپ اس. ون سیس یافت می‌شود.[۵]
- کاترین گریگ – جیمز بالجر
- ماریا ویکتوریا هنائو – پابلو اسکوبار
- کارن هیل – هنری هیل
- ویرجینیا هیل – باگزی سیگل
- مری کیندر (با نام اصلی مری نترن؛ ۱۹۰۹–۱۹۸۱) – هری پیرپونت
- اوپال «مک ترک» لانگ – راسِل کلارک
- ادنا مورِی – همسر «دایموند جو» سالیوان، که به جرم قتل در سال ۱۹۲۴ اعدام شد. او سپس با جک مورِی ازدواج کرد که در سال ۱۹۲۵ به ۲۵ سال زندان محکوم شد. سپس با ولنی دیویس زندگی کرد تا اینکه هر دو در سال ۱۹۳۵ به جرم آدم‌ربایی دستگیر شدند.
- مری اُدِر – ریموند همیلتون
- بانی پارکر – کلاید بارو
- جرالدین «گری» مک‌گی روزنتال – فرانک روزنتال
- کاترین ثورن (با نام کلیو می بروکس؛ ۱۹۰۴–۱۹۸۵) – جورج «مشین گان» کلی
- هلن گیلیس (با نام اصلی واوزایناک؛ ۱۹۰۸–۱۹۸۷) – جورج «بیبی فیس» نیلسون
- کیکی رابرتز - لگس دیاموند

## درداستان

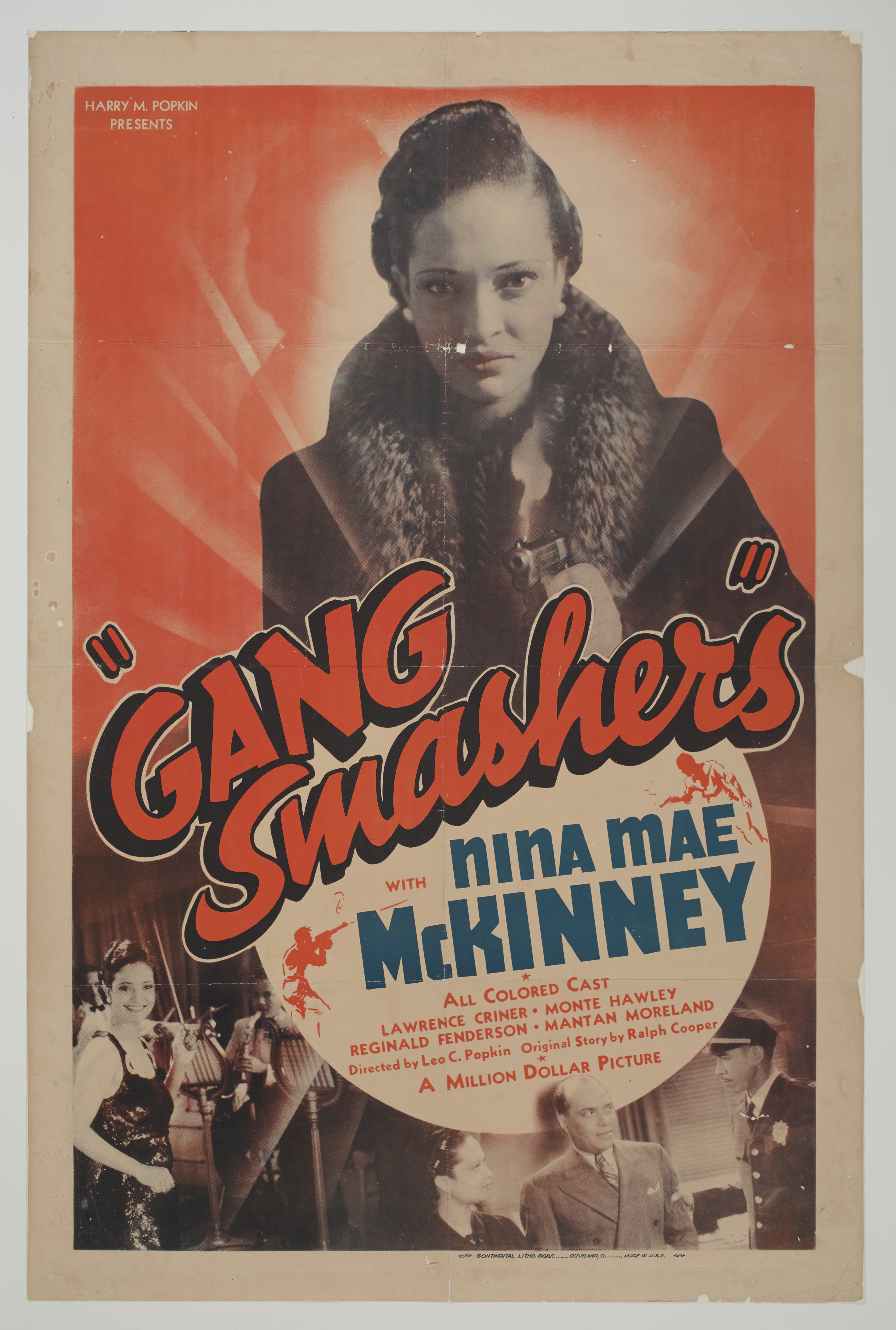
فیلم Gang Smashers (۱۹۳۸)، که همچنین با عنوان گان مول شناخته می‌شود، دربارهٔ اخاذی در هارلم است.

در فیلم‌های نوآر جنایی، گان مول معمولاً زنی جذاب با موهای بلوند است — اغلب نوعی از الگوی «بیمبو» — که ممکن است سابقاً شوگرل بوده باشد. گانگستر معمولاً از او به عنوان یک «تروفی» برای افزایش اعتبار خود استفاده می‌کند.
نمونه‌هایی همچون:
- دوست دختر گانگستر در فیلم دشمن مردم (۱۹۳۱)
- گان مول در فیلم کشتار روز ولنتاین (۱۹۶۷)
- هیلدا؛ گان مولی که جون بنت نقش وی را در فیلم دختر خانه‌دار در سال ۱۹۳۹ بازی می‌کند.